# Elecciones a la Asamblea Constituyente de Ecuador de 1946
Las elecciones para diputados constituyentes de 1946 determinaron quienes conformarían la Asamblea Constituyente de Ecuador de 1945, la cual tenía como objetivo la redacción de un nuevo texto constitucional para el país en reemplazo de la Constitución de Ecuador de 1944. El total de curules era de 82, 70 electos por provincia y 12 funcionales.
La conformación de una asamblea constituyente fue convocada por el presidente José María Velasco Ibarra para retornar el país al régimen constitucional luego de que se declaró dictador al no estar de acuerdo en la constitución promulgada por el mismo en 1944, buscando un texto constitucional de corte mas conservador.

## Nómina de Diputados Provinciales
62 diputados constituyentes, 61 provinciales y 1 funcional
| Provincia                         | Diputado                          | Diputado                        |
| --------------------------------- | --------------------------------- | ------------------------------- |
| Azuay                             | Carlos Arízaga Toral              | Carlos Arízaga Toral            |
| Azuay                             | Gabriel Peña Jaramillo            |                                 |
| Azuay                             | Emiliano Crespo Astudillo         |                                 |
| Azuay                             | Manuel Corral Jaurégui            |                                 |
| Azuay                             | Francisco Martínez Astudillo      |                                 |
| Bolívar                           | Hugo Carvajal Mariño              | Hugo Carvajal Mariño            |
| Bolívar                           | León Benigno González y González  |                                 |
| Bolívar                           | Ángel León Carvajal Llanos        |                                 |
| Cañar                             | Octavio Muñoz Borrero             | Octavio Muñoz Borrero           |
| Cañar                             | Tarquino Martínez Borrero         |                                 |
| Cañar                             | Nicanor Muñoz Andrade             |                                 |
| Carchi                            | Julio F. Córdova León             | Julio F. Córdova León           |
| Carchi                            | Pedro R. Narváez Navarrete        |                                 |
| Carchi                            | Castulo Elías Cadena Urresta      |                                 |
| Cotopaxi                          |                                   | Rafael Terán Varea              |
| Cotopaxi                          | Rafael Terán Coronel              |                                 |
| Cotopaxi                          | Julio Eduardo Jurado Alvarado     |                                 |
| Cotopaxi                          | Augusto Meythaler Salas           |                                 |
| Chimborazo                        |                                   | Ruperto Alarcón Falconí         |
| Chimborazo                        | Vicente Domínguez León            |                                 |
| Chimborazo                        | Manuel Granizo Domínguez          |                                 |
| Chimborazo                        | Paco Moncayo Altamirano           |                                 |
| Chimborazo                        | Teófilo Sáenz Dávalos             |                                 |
| El Oro                            | Ángel Polibio Sánchez Astudillo   | Ángel Polibio Sánchez Astudillo |
| El Oro                            | Bolívar Madero Vargas             |                                 |
| El Oro                            | Miguel Cabrera Delgado            |                                 |
| Esmeraldas                        | Julio Plaza Ledesma               | Julio Plaza Ledesma             |
| Esmeraldas                        | Alberto Andrade Cevallos          |                                 |
| Esmeraldas                        | Diómedes Esáu Mercado Ortiz       |                                 |
| Galápagos (Archipiélago de Colón) | Gonzalo Sánchez L.                | Gonzalo Sánchez L.              |
| Guayas                            | Francisco Illingworth Icaza       | Francisco Illingworth Icaza     |
| Guayas                            | Rafael Mendoza Avilés             |                                 |
| Guayas                            | Liborio Panchana Sotomayor        |                                 |
| Guayas                            | Edmundo Valdéz Murillo            |                                 |
| Guayas                            | Rafael Coello Serrano             |                                 |
| Imbabura                          | Cruz Elías Vásquez                | Cruz Elías Vásquez              |
| Imbabura                          | Tarquino Páez Zambrano            |                                 |
| Imbabura                          | Víctor Manuel Guzmán Mera         |                                 |
| Loja                              | Rafael Adriano Ojeda              | Rafael Adriano Ojeda            |
| Loja                              | Francisco Costa Zabaleta          |                                 |
| Loja                              | Alfonso A. Villacrés              |                                 |
| Loja                              | Maximiliano Witt Añazco           |                                 |
| Los Ríos                          | Luis Palacios Orellana            | Luis Palacios Orellana          |
| Los Ríos                          | Gilberto Miranda N.               |                                 |
| Los Ríos                          | Jacinto Aspiazu Peralta           |                                 |
| Manabí                            | Augusto Guillén Vélez             | Augusto Guillén Vélez           |
| Manabí                            | Rodolfo Viteri Velásquez          |                                 |
| Manabí                            | Alfredo Suárez Quintero           |                                 |
| Manabí                            | Aurelio Calero Molina             |                                 |
| Manabí                            | Arsenio de la Torre Marcillo      |                                 |
| Santiago Zamora                   | Gonzalo Pesántez Lafebre          | Gonzalo Pesántez Lafebre        |
| Napo Pastaza                      | Guillermo Alarcón                 | Guillermo Alarcón               |
| Pichincha                         |                                   | Mariano Suárez Veintimilla      |
| Pichincha                         | Alberto de Larrea                 |                                 |
| Pichincha                         | Luis Alfonso Ortiz Bilbao         |                                 |
| Pichincha                         | Carlos Alfonso Moscoso            |                                 |
| Pichincha                         | Gustavo Mortensen Gangotena       |                                 |
| Tungurahua                        | José Carrasco Miño                | José Carrasco Miño              |
| Tungurahua                        | José Ricardo Chiriboga Villagómez |                                 |
| Tungurahua                        | Ricardo Castillo V.               |                                 |
| Tungurahua                        | Luis Samaniego Álvarez            |                                 |
| Funcional por las Fuerzas Armadas | Alberto Mittman S.                | Alberto Mittman S.              |

Fuente: